# Hajer FC
Der Hajer Football Club (arabisch نادي هجر, DMG Nādī Haǧr) ist ein saudi-arabischer Fußballklub mit Sitz in der Stadt Hofuf.

## Geschichte
Der Klub wurde im Jahr 1950 gegründet. Nach der Saison 1980/81 stieg die Mannschaft aus der zweitklassigen First Division mit 11 Punkten als Tabellenschlusslicht ab. Danach stieg man wieder auf und wurde in den Spielzeiten 1987/88, 1997/98, 2010/11 sowie 2013/14 Zweitligameister, mit entsprechenden Aufstiegen in die erste Liga. Nach der Saison 2015/16 stiegen sie bislang das letzte Mal aus der obersten Spielklasse des Landes ab.